# Karlachovy sady
Karlachovy sady jsou veřejný park na Vyšehradě v Praze 2, založený vyšehradskou kapitulou v roce 1889. Na západě ho od vyšehradského hřbitova odděluje Soběslavova ulice, na severu je ohraničen ulicí V Pevnosti, na východní straně areálem bývalého Kanovnického dvora a na jihu ulicí K Rotundě. Sady jsou od roku 1911 pojmenovány po proboštovi vyšehradské kapituly Mikuláši Karlachovi. Veřejnosti jsou přístupné od roku 1954. Od roku 1993 park nepatří do správy městské části Praha 2, ale je součástí Národní kulturní památky Vyšehrad.

## Popis a historie
Na pozemku, kde původně byla malá pole, vznikl z iniciativy probošta Mikuláše Karlacha v letech 1890–1891 park s pravidelně uspořádanými cestami. Údajně ho lemoval živý plot z keřů hlohu a byl pro veřejnost nepřístupný.
Do středu parku byla postavena kamenná socha sv. Jana Nepomuckého. Nedaleko od ní je studna v podobě novogotické kapličky (v roce 1905 se o ní zmínila Popelka Biliánová ve svých Pověstech vyšehradských). V jihozápadní části sadů je tzv. Čertův sloup, který tvoří tři různě dlouhé, různě silné a různě zakončené kusy sloupů z granodioritu, sestavené jako trojnožka. Byly sem přeneseny v roce 1894 ze sousedního hřbitova, kde byly od roku 1787; jejich původ, účel a dřívější osudy jsou nejasné. Název pochází z pověsti o sázce čerta, že přinese sloup z Říma, než kněz doslouží mši, která je vyobrazena na barokní malbě ve vyšehradském kostele sv. Petra a Pavla.
Poté, co byl park v roce 1948 vyšehradské kapitule odebrán, vznikl v roce 1950 plán na jeho úpravu, která se v roce 1954 realizovala a sady potom byly otevřeny pro veřejnost. V letech 1999–2000 sady prošly celkovou rekonstrukcí, jejímž projektantem byl architekt Otakar Kuča. Do jihovýchodního cípu přibyla zrekonstruovaná barokní fontána, která bývala umístěna na různých místech Prahy, naposledy na Karlově. V roce 2000 byla také do sadů poblíž neogotické studny vysazena hrušeň tisíciletí, roubovanec památné hrušně z Bělé u Turnova.
V roce 2003 byla do severovýchodního cípu sadů umístěna socha probošta Karlacha v životní velikosti, kterou vytvořil sochař Pavel Malovaný.

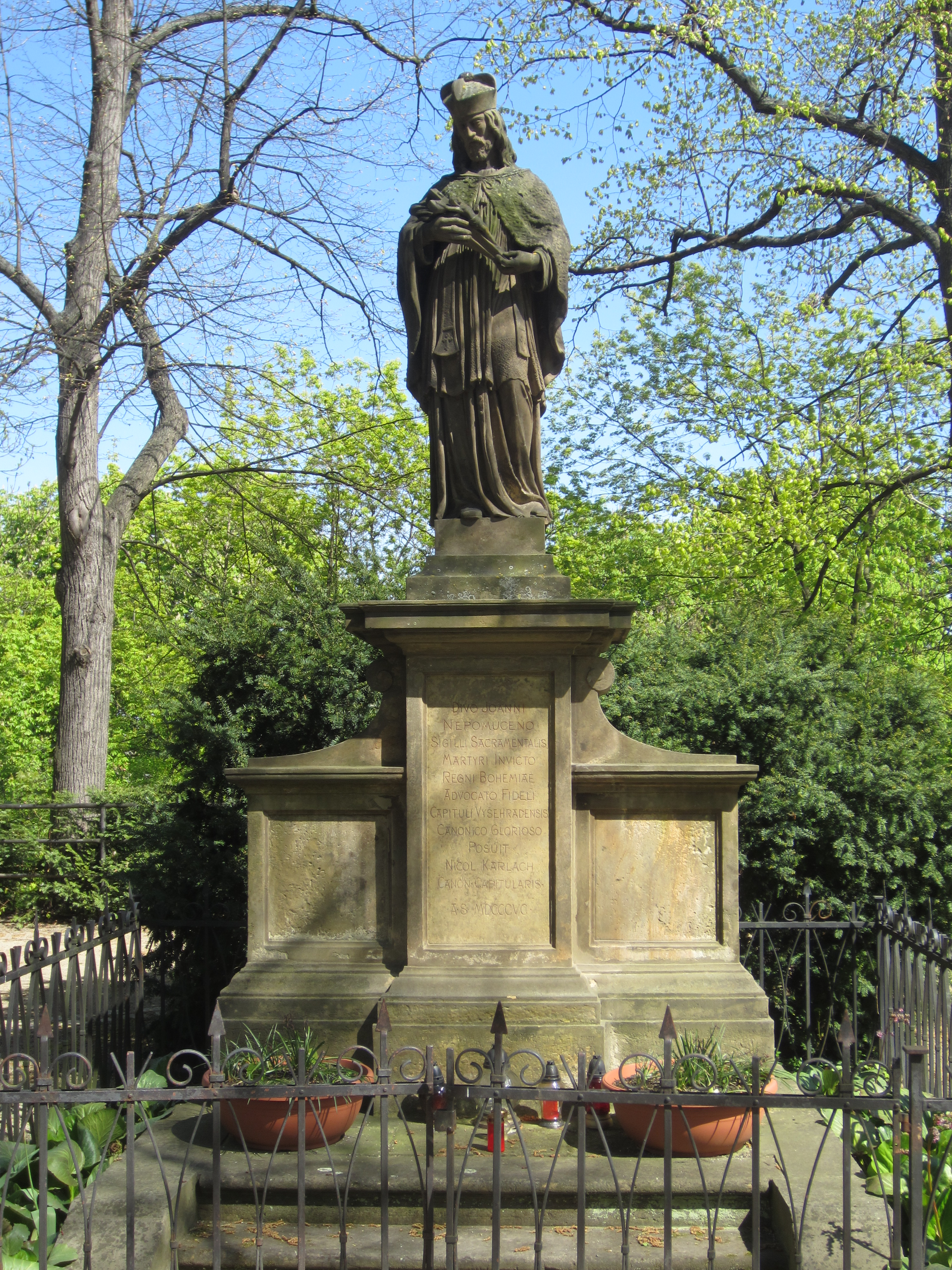
Sv. Jan Nepomucký
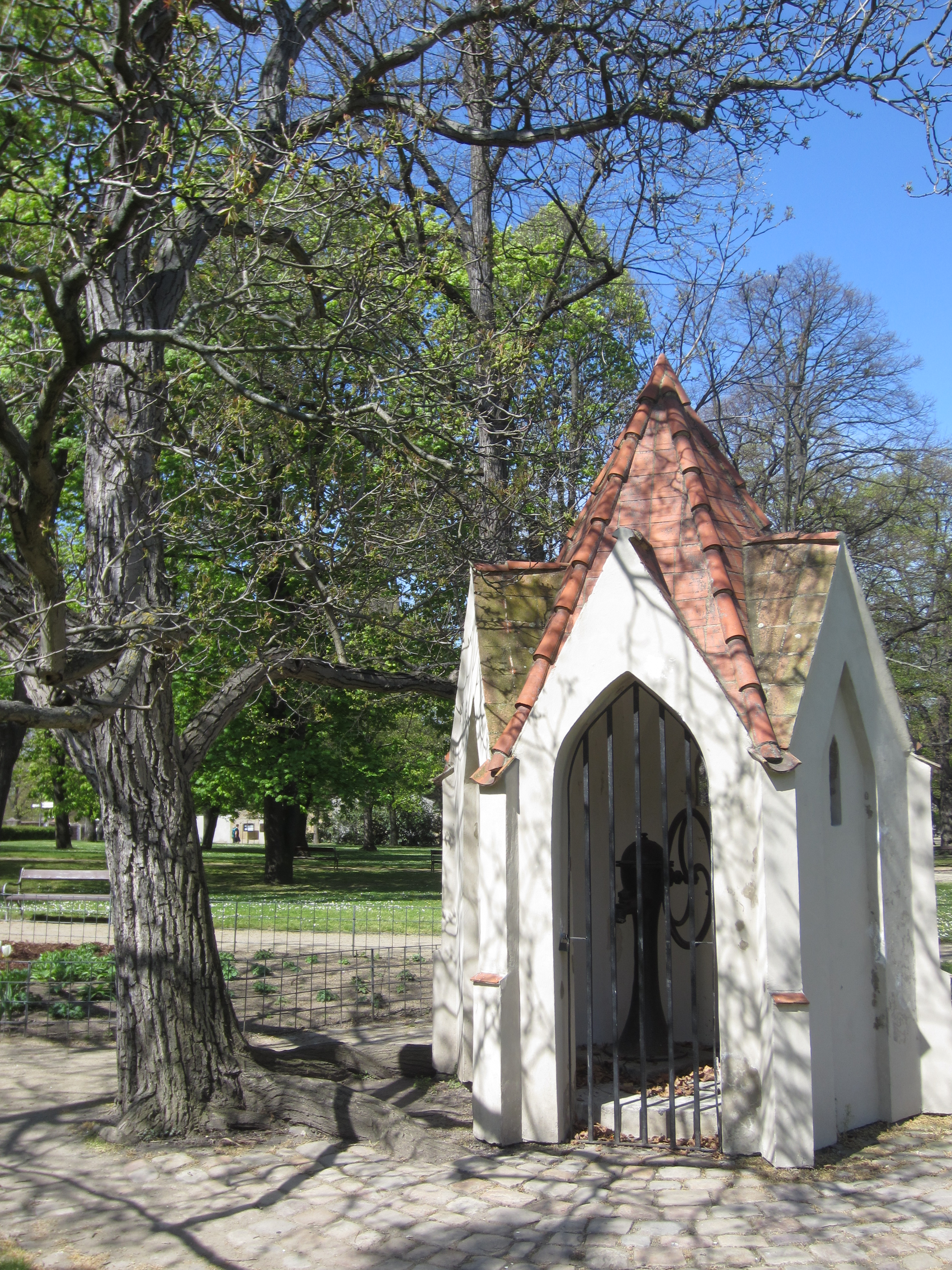
Kaplička se studnou
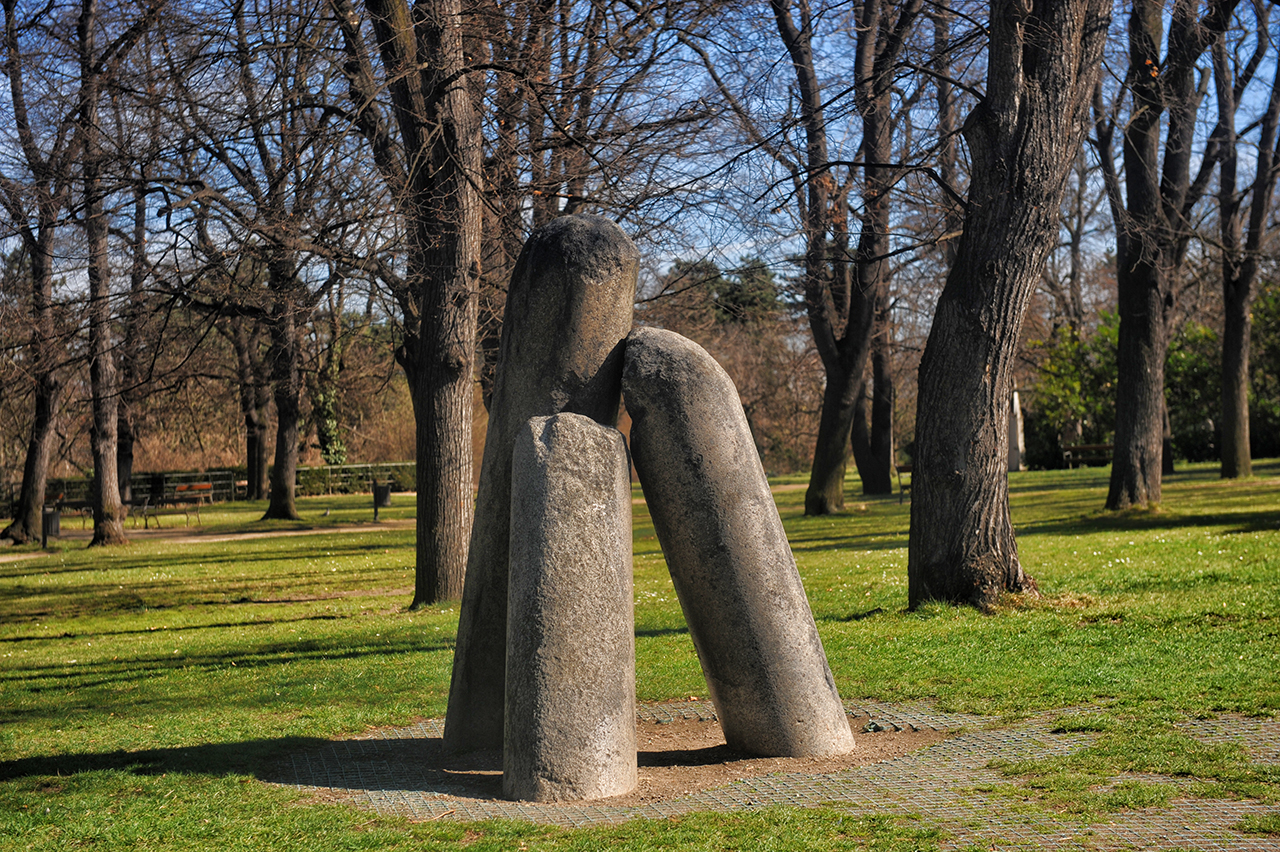
Čertův sloup
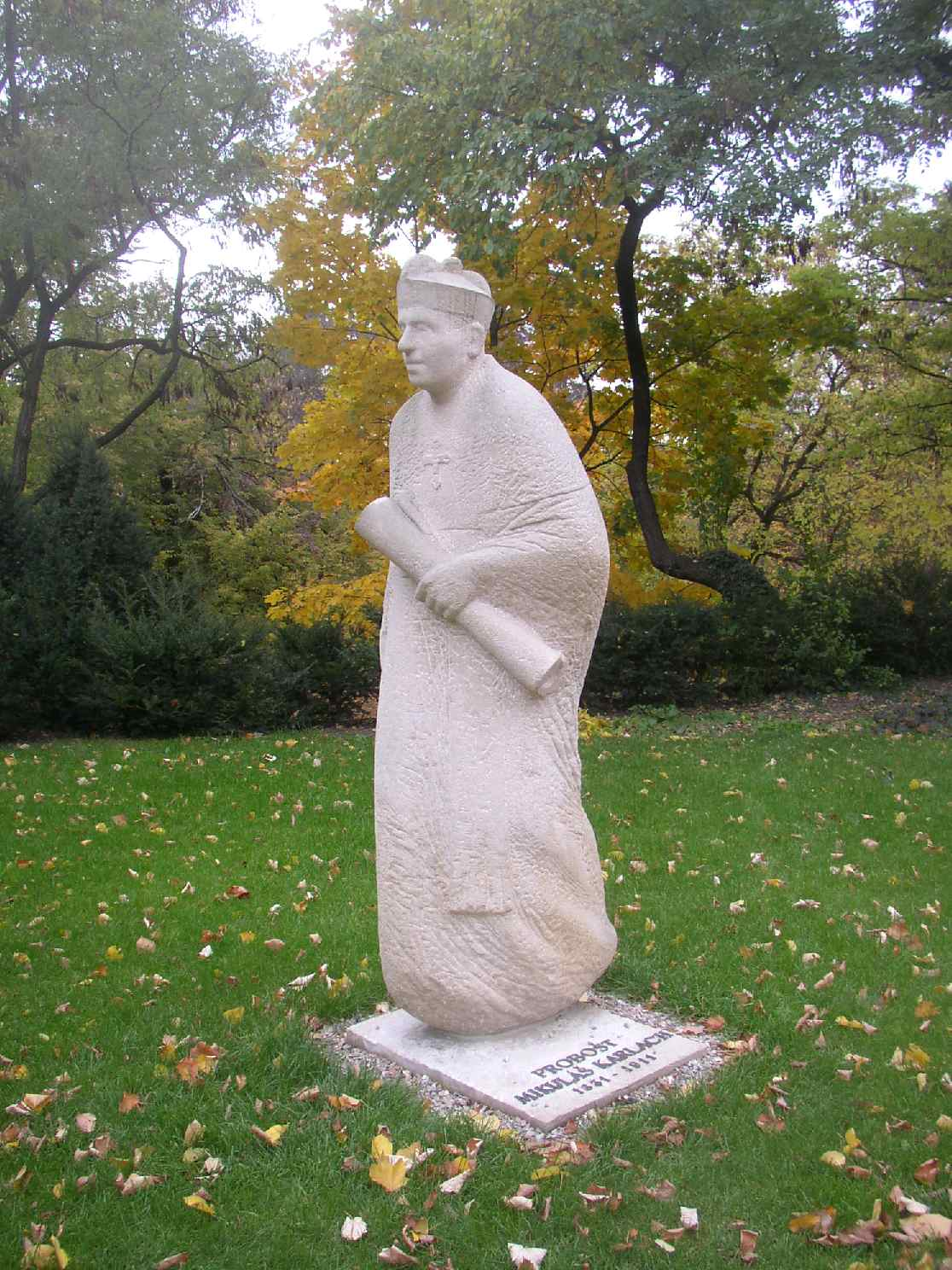
Socha probošta Karlacha
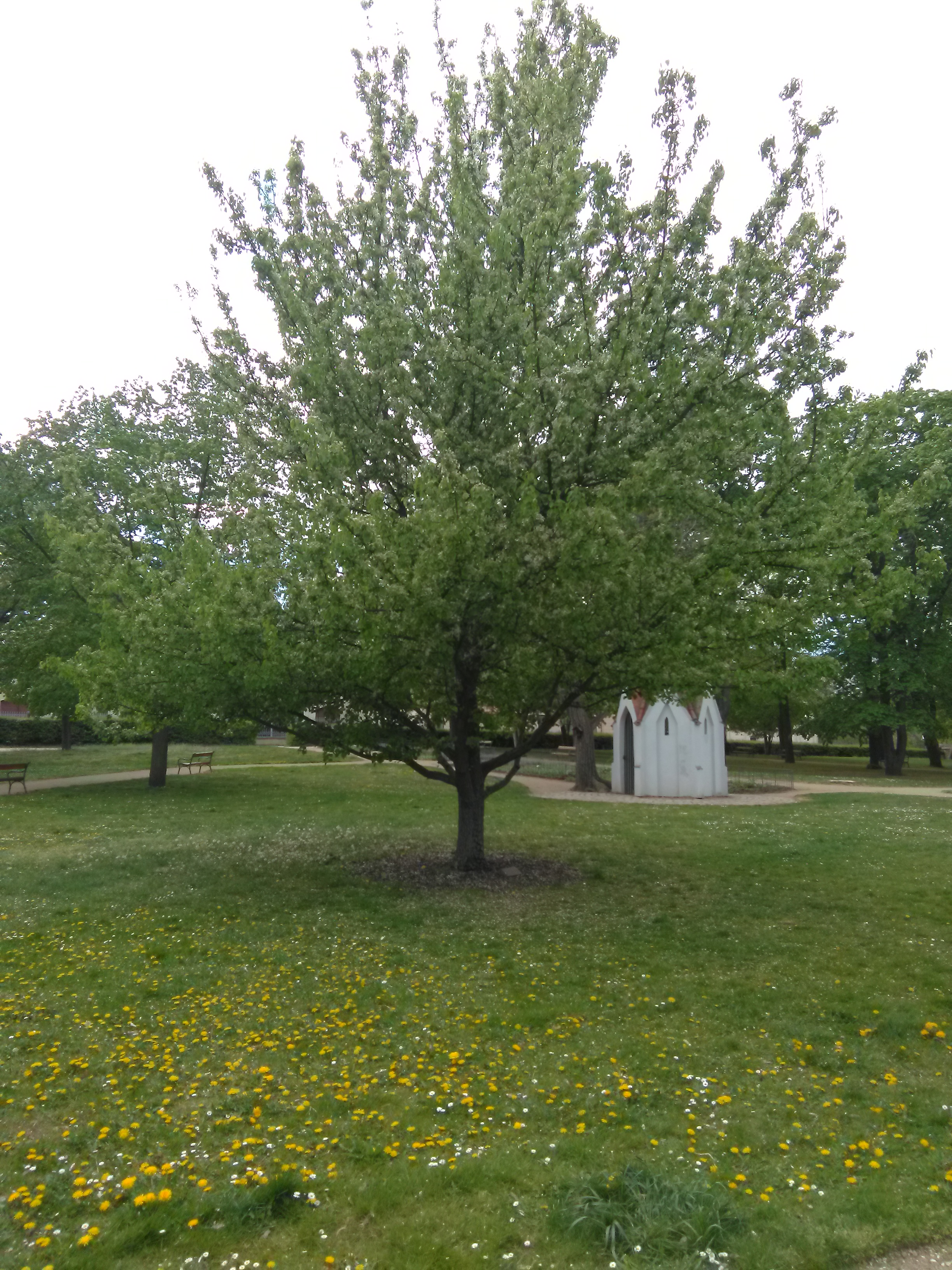
Hrušeň tisíciletí (2020)